# Hugo Ribbert
Moritz Wilhelm Hugo Ribbert (* 1. März 1855 in Elsey, heute Hagen-Hohenlimburg; † 6. November 1920 in Bonn) war ein deutscher Pathologe, Hochschullehrer und Lehrbuchautor. Ribbert gilt als Erstbeschreiber der Zytomegalie.
Sein 1901 begründetes Standardwerk Lehrbuch der allgemeinen Pathologie und der pathologischen Anatomie führte Generationen deutscher Medizinstudenten in das Fach Pathologie ein. Es erreichte 33 Auflagen und wurde über 90 Jahre von namhaften Pathologen weitergeführt.

## Leben
Hugo Ribbert wurde als Sohn von Wilhelm Ribbert und seiner Frau Auguste, geborene Polscher, im Dorf Elsey, heute Hagen-Hohenlimburg, geboren. Er studierte hauptsächlich in Bonn und besuchte jeweils für ein Semester noch die Universitäten Berlin und Straßburg. Er promovierte 1878 in Bonn. Ribbert arbeitete zunächst als Assistent am pathologischen Institut der Bonner Universität unter Karl Köster (1843–1904). Er habilitierte sich 1880 und wurde 1883 außerordentlicher Professor für pathologische Anatomie und allgemeine Pathologie in Bonn. 1892 wurde er als Ordinarius und Direktor des pathologischen Instituts in Nachfolge von Edwin Klebs an die Universität Zürich berufen. 1900 ging Ribbert in gleicher Eigenschaft nach Marburg. 1903 kam der Ruf nach Göttingen als Nachfolger von Johannes Orth und 1905 an seine Heimatuniversität Bonn als Nachfolger seines Lehrers Karl Köster. 1916/1917 war Ribbert Rektor der Bonner Universität. Im Jahr 1892 wurde er zum Mitglied der Leopoldina gewählt.

## Werk
Zu Ribberts hauptsächlichen Arbeitsgebieten zählten die Pathologie der Entzündung mit Leukozytenmigration und Chemotaxis, die Onkologie (Cohnheim-Ribbertsche Theorie der embryonalen Krebsentstehung), Symptome des Alterns, Fragen der Regeneration, der Krankheitsbegriff, Konstitution und Vererbung sowie die Physiologie und Pathologie der Niere.
Die Cohnheim-Ribbertsche Theorie zur embryonalen Krebsentstehung war zu Beginn des 20. Jahrhunderts wissenschaftlich sehr einflussreich. Ihre Hypothese besagte, dass im menschlichen Organismus undifferenzierte embryonale Zellen mit Wachstumspotential verblieben, die unter bestimmten Einflüssen ein ungebremstes, entartendes Wachstum entfalten könnten. Tierexperimentelle Implantationen von Embryonalgewebe konnten jedoch keine überzeugenden Belege für diese Hypothese erbringen.
Ribbert gilt heute als Erstbeschreiber der Zytomegalie. Obschon er in seinem ersten Bericht 1881 noch aus heutiger Sicht korrekt von zellpathologischen Veränderungen ausging, änderte er 1904 seine Interpretation der Befunde und deutete die beobachteten vergrößerten Zellen als Parasiten.

Ribbert war ein äußerst produktiver Wissenschaftler: er veröffentlichte circa 300 Arbeiten über zahlreiche Aspekte der Pathologie und Mikrobiologie. Dabei soll er nur selten auf die Zuarbeit von Assistenten oder Hilfspersonal zurückgegriffen haben: 

„Nie hat er sich durch einen Assistenten oder Diener einen histologischen Schnitt für seine zahlreichen Arbeiten anfertigen lassen, er hat nie eine Laborantin, nie auch nur eine Schreibhilfe gehabt. Alles bettete er selbst in Zelloidin ein, schnitt es selbst und färbte es selbst.“

Ribberts erstmals 1901 erschienenes und reich illustriertes »Lehrbuch der allgemeinen Pathologie und pathologischen Anatomie« setzte seinerzeit
didaktische Maßstäbe bei der Vermittlung des Wissens der Pathologie. Nach Ribberts Tod wurde es zunächst von Mönckeberg und danach von Sternberg weitergeführt. Mit der Übernahme durch Herwig Hamperl im Jahre 1938 erreichte das Lehrbuch als »Ribbert-Hamperl« den Höhepunkt seiner Popularität. Seine 33 Auflagen führten Generationen deutscher Medizinstudenten in das Fach Pathologie ein. 1990 erschien die letzte Auflage in Herausgeberschaft von Max Eder und Peter Gedigk.

## Schriften (Auszug)
- Lehrbuch der pathologischen Histologie für Studirende und Aerzte. Cohen, Bonn 1896.
- Die Lehren vom Wesen der Krankheiten in ihrer geschichtlichen Entwicklung. Cohen, Bonn 1899.
- Lehrbuch der allgemeinen Pathologie und der pathologischen Anatomie. Vogel, Bonn 1901.
- Lehrbuch der speciellen Pathologie und der speciellen pathologischen Anatomie. Vogel, Bonn 1902.
- Geschwulstlehre für Aerzte und Studierende. Cohen, Bonn 1904.
- Das Wesen der Krankheit. Cohen, Bonn 1909.
- Das Karzinom des Menschen, sein Bau, sein Wachstum, seine Entstehung. Cohen, Bonn 1911.
- Die Bedeutung der Krankheiten für die Entwicklung der Menschheit. Cohen, Bonn 1912.